# Scooby-Doo! and WWE: Curse of the Speed Demon
Scooby-Doo! and WWE: Curse of the Speed Demon (también conocida como Scooby-Doo! WrestleMania Mystery 2) es la vigesimosexta película de la serie de películas directamente para video de Scooby-Doo. Es una coproducción entre Warner Bros. Animation y WWE Studios. Es una secuela directa de Scooby-Doo! WrestleMania Mystery. Fue estrenada en la Convención Internacional de Cómics de San Diego el 23 de julio de 2016, seguido de un estreno digital el 26 de julio de 2016. Fue estrenada en formato DVD el 8 de agosto de 2016 en Reino Unido. En Estados Unidos fue estrenada en DVD y Blu-Ray el 9 de agosto de 2016 por Warner Home Video y WWE Home Video.

## Argumento
Después de ayudar a la WWE a resolver el misterio del oso fantasma, la pandilla es vista en un evento especial de WWE, el Muscle Moto X Off Road Challenge, una carrera off-road para superestrellas de la WWE, con un gran premio en dinero. Scooby y Shaggy están allí trabajando en un camión de comida. Muchas superestrellas de la WWE están en la carrera, incluyendo a Stephanie McMahon (hija del presidente de WWE, Vince McMahon) y su esposo Triple H. Scooby y Shaggy están entusiasmados al saber que el Undertaker estará en la carrera.
De pronto, un corredor demoníaco llamado Inferno aparece para sabotear la carrera. Ante esta situación, Vince McMahon contrata a la pandilla para resolver el misterio. Mientras la pandilla visita a los corredores, Vince McMahon le pide a Stephanie que se retire de la carrera, pero ella se niega. Después de enterarse de que ambas tienen padres millonarios, Daphne se vuelve amiga de Stephanie, haciendo que Velma se sintiera incómoda. El Undertaker, decepcionado al saber que su compañero se lesionó, recluta a Shaggy y Scooby para que sean sus nuevos compañeros bajo los nombres «Skinny Meat» y «Dead Meat», a lo cual aceptan a regañadientes. Sin embargo, el vehículo del Undertaker fue destruido en el ataque de Inferno. Por lo tanto, Fred modifica el camión de comida para que sea utilizado en la carrera por Shaggy, Scooby y el Undertaker, apodándolo "The Scoobinator". 
Durante la primera carrera, Inferno ataca a los corredores otra vez y Velma, Daphne y Fred notan que Vince McMahon está fuera de vista. Esa noche Scooby y Shaggy son perseguidos por Inferno pero son salvados por The Miz (aún traumatizado por su encuentro con el oso fantasma). A la mañana siguiente, Inferno ataca de nuevo y Scooby, Shaggy y el Undertaker casi se ahogan cuando el Scoobinator cayó al agua. Afortunadamente los 3 pueden escapar. Más tarde ese día, Scooby y Shaggy se disculpan con el Undertaker por la pérdida del Scoobinator y Undertaker les dice que tenía planes de usarlo para abrir un taller de títeres para niños. Esa noche, Daphne le dice a Velma que aunque disfrutó pasar tiempo con Stephanie, Velma siempre será su mejor amiga.
Cuando Fred, Velma y Daphne le preguntan a Vince McMahon a dónde va cada vez que Inferno aparece, él les responde que está ocupado manejando la WWE. Al día siguiente, Fred modifica la Máquina del Misterio para que Scooby, Shaggy y el Undertaker compitan en la última carrera. Esta vez Fred, Daphne y Velma se les unen. Inferno ataca una vez más y persigue a la pandilla. Sin embargo, las otras superestrellas participantes en la carrera usan sus vehículos para rodear a Inferno y atacarlo. Luego de una confrontación llena de acción, Inferno es derrotado y desenmascarado para revelar a Triple H. Él y Stephanie usaron el disfraz para ganar la carrera. Stephanie fue la mente maestra detrás del plan porque ella estaba furiosa con su padre porque Vince no quería que ella estuviera en la carrera. Vince McMahon se disculpa diciendo que solo quería su seguridad. Al final, Stephanie y Triple H son arrestados por la policía y llevados a prisión. Con ellos descalificados, Scooby, Shaggy y el Undertaker ganan el gran premio.

## Reparto

### Voces originales
- Frank Welker como Scooby-Doo, Fred Jones.
- Matthew Lillard como Shaggy Rogers.
- Grey DeLisle Griffin como Daphne Blake.
- Kate Micucci como Velma Dinkley.
- Eric Bauza como Big Earl.
- Steven Blum como Inferno.
- Phil Morris como Walter Qualls.
- Michael Cole como el mismo.
- Primo como el mismo.
- Mascarita Dorada como el mismo.
- Épico como el mismo.
- Goldust como el mismo.
- Kofi Kingston como el mismo.
- Lana como ella misma.
- Stephanie McMahon como ella misma.
- The Miz como el mismo.
- Paige como ella misma.
- Dusty Rhodes como el mismo.
- Alexander Rusev como el mismo.
- Sheamus como el mismo.
- Cody Rhodes como el mismo.
- Triple H como el mismo.
- The Undertaker como el mismo.
- Vince McMahon como el mismo.

### Doblaje hispanoamericano
- Óscar Flores como Scooby Doo.
- Irwin Daayán como Fred Jones.
- Miguel Ángel Ruiz como Shaggy Rogers.
- Carla Castañeda como Daphne Blake.
- Leyla Rangel como Vilma Dinkley.
- Salvador Reyes como Inferno.
- Mario Castañeda como Walter Qualls.
- José Gilberto Vilchis como Big Earl.
- Raúl Anaya como Michael Cole.
- Erica Edwards como Lana.
- Andrés García como Alexander Rusev.
- Dan Osorio como The Undertaker.
- Carlo Vásquez como The Miz.
- Mireya Mendoza como Paige.
- Arturo Castañeda como Goldust.
- Eduardo Garza como Dusty Rhodes.
- Alfonso Obregón como Sheamus.
- Octavio Rojas como Triple H.
- Karla Falcón como Stephanie McMahon.[4]

Doblaje realizado en México por SDI Media.

## Producción
El 15 de septiembre de 2014, la WWE y Warner Bros. anunciaron que producirían una secuela directa de WrestleMania Mistery para ser estrenado en 2016. En febrero de 2016, se anunció que se llamaría Scooby-Doo! and WWE: Curse of the Speed Demon. Hulk Hogan fue anunciado para ocupar un lugar destacado. Sin embargo, el 23 de julio de 2015 la WWE dio por terminado su contrato con Hogan, debido a sus comentarios racistas durante la especulación en cuanto a su aparición en la película. Esta película también marca la aparición final de Dusty Rhodes que había realizado el trabajo de voz antes de su muerte, un año antes del estreno de la película. Es la tercera coproducción entre Warner Bros. Animation y WWE Studios después de Scooby-Doo! WrestleMania Mystery y The Flintstones & WWE: Stone Age SmackDown!.